# Crouy Communal Cemetery
Crouy Communal Cemetery is een begraafplaats gelegen in de Franse plaats Crouy-Saint-Pierre 
in het department Somme. De militaire graven worden onderhouden door de Commonwealth War Graves Commission.
De begraafplaats telt 1 geïdentificeerd Gemenebest graf uit de Eerste Wereldoorlog.